# Lycée Jean-Monnet (Saint-Étienne)
Pour les articles homonymes, voir Lycée Jean-Monnet.
Le lycée Jean-Monnet, anciennement lycée du Portail Rouge, est un lycée d'enseignement général et technologique à Saint-Étienne (Loire). Avec le lycée professionnel Benoît Fourneyron, il forme la Cité scolaire Monnet Fourneyron.
Le lycée Jean-Monnet est actuellement installé sur deux sites : 
- le site Portail Rouge qui accueille les élèves qui préparent un baccalauréat,
- le site Métare qui accueille les étudiants qui préparent un BTS.

L’actuel lycée Jean-Monnet résulte en effet de la fusion en septembre 2012 du lycée Jean-Monnet (installé dans le quartier du Portail Rouge) et du lycée Benoît-Fourneyron (installé dans le quartier de la Métare).

## Enseignement

### Site Portail Rouge
Le lycée accueille des élèves qui préparent le Baccalauréat général ES, L ou S ou le Baccalauréat technologique STI2D ou STMG. Il propose  les options suivantes : 
- cinéma audiovisuel,
- section sportive Handball,
- Chinois
- section européenne Anglais,
- section européenne Espagnol.

### Site Métare
Le lycée Jean-Monnet propose plusieurs BTS :
- des BTS du secteur tertiaire :
  - BTS Assistant de gestion PME-PMI (AG PME-MI)
  - BTS Comptabilité et gestion (CG)
  - BTS Commerce International (CI)
- des BTS du secteur Technologie industrielle :
  - BTS Traitement des matériaux (TM)
  - BTS Systèmes constructifs bois et habitat (SCBH)
  - BTS Agencement de l'environnement architectural (AEA)
- le BTS Bâtiment.

Cet établissement, ancien lycée Benoît Fourneyron, dispense des formations en armurerie. Ces formations comptent une quarantaine d'élèves qui préparent des CAP ou des BMA (Brevet des Métiers d'Art)

## Classements du Lycée
Établis en 2017 en prenant appui sur les résultats de 2016.

### A l'échelle de la ville
Le lycée est premier sur Saint-Étienne, public et privé confondus pour le taux d’obtention du baccalauréat des élèves entrés en classe de seconde dans l’établissement, un taux « beaucoup plus pertinent que le taux de réussite au baccalauréat pour apprécier l'efficacité globale d'un lycée » selon la Direction de l'évaluation, de la prospective et de la performance.

### Aux échelles départementales et nationales
Dans un classement proposé par l’hebdomadaire L'Express, le lycée est 16e sur 29 au niveau départemental et 1202e au niveau national. Ce classement repose sur trois critères : le taux de réussite au bac, « la proportion d'élèves de première qui obtiennent le baccalauréat en ayant fait les deux dernières années de leur scolarité dans l'établissement » et « la différence entre le taux de réussite obtenu par le lycée et celui que l'on pouvait attendre, compte tenu de l'origine sociale des élèves, de leur âge et de leurs résultats au diplôme national du brevet ».

## Ancien élève célèbre
- Dominique Rocheteau[9],[10]